# ویلهلم هارمان
ویلهلم هارمان (آلمانی: Wilhelm Haarmann؛ ۲۴ مهٔ ۱۸۴۷ – ۶ مارس ۱۹۳۱) یک شیمی‌دان اهل آلمان بود.